# Georg Gottlob

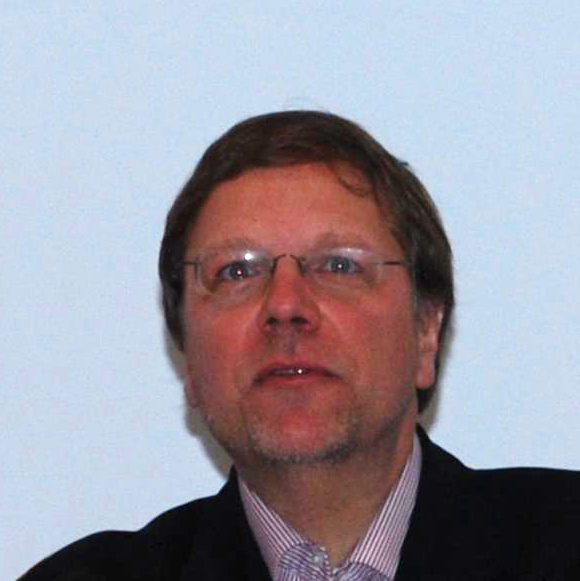
Georg Gottlob an der University of Oxford, 2009

Georg Gottlob (* 30. Juni 1956 in Wien) ist österreichischer Informatiker. Er arbeitet vorrangig in den Bereichen Datenbank-Theorie, Logik und Künstliche Intelligenz. Derzeit ist er Professor an der Università della Calabria.

## Leben
Georg Gottlob absolvierte ein Doktoratsstudium der Informatik an der TU Wien und promovierte 1981 zum Dr. techn. Seit 1988 war er Professor für Informatik an der TU Wien, wo er immer noch einen Lehrauftrag als Adjunct Professor hält. 2006 wurde er als Professor nach Oxford berufen und war dort bis Februar 2024 tätig. Er ist Fellow am St John’s College und Honorary Fellow am St Anne’s College. Am Oxford University Computing Laboratory hat er die Information Systems Research Group mitbegründet.
Er hat über 200 wissenschaftliche Artikel publiziert sowie ein Lehrbuch über Logisches Programmieren und Datenbanken.

## Auszeichnungen
Akademische Mitgliedschaften und Ehrungen
- Korrespondierendes Mitglied der Österreichischen Akademie der Wissenschaften
- Mitglied der Deutschen Akademie der Wissenschaften Leopoldina (seit 2006)
- Mitglied der Academia Europaea (seit 2006)[6]
- Fellow der Association for Computing Machinery (ACM)
- Fellow der Royal Society (2010)[7]
- Ehrendoktor der Universität Klagenfurt (2016)
- Ehrendoktor der Universität Wien (2020)[8]

Preise
- Wittgenstein-Preis (1998)
- Royal Society Wolfson Research Merit Award (2006)
- ERC Advanced Grant (2011)
- Kardinal-Innitzer-Preis (2013)
- Lovelace Medal (2017)[9]
- Preis der Stadt Wien für Mathematik, Informatik, Naturwissenschaft, Technik (2024)[10]

## Schriften
- Stefano Ceri, Georg Gottlob, Letizia Tanca: Logic programming and databases. Springer-Verlag, 1990.
- Georg Gottlob: Simulation von interaktiv gesteuerten Straßenbahn-Netzen, Diplomarbeit, Univ. Wien, 1979. teilweise in: Werner DePauli-Schimanovich: EUROPOLIS6: Informatik für Spiele und Verkehr & Extension der Mengenlehre, Trauner Verlag, Linz, 2006.
- Georg Gottlob: Mehrwertige Logik und Informatik, Dissertation, teilweise in: Werner DePauli-Schimanovich: EUROPOLIS6: Informatik für Spiele und Verkehr & Extension der Mengenlehre, Trauner Verlag, Linz, 2006.